# 九之助橋

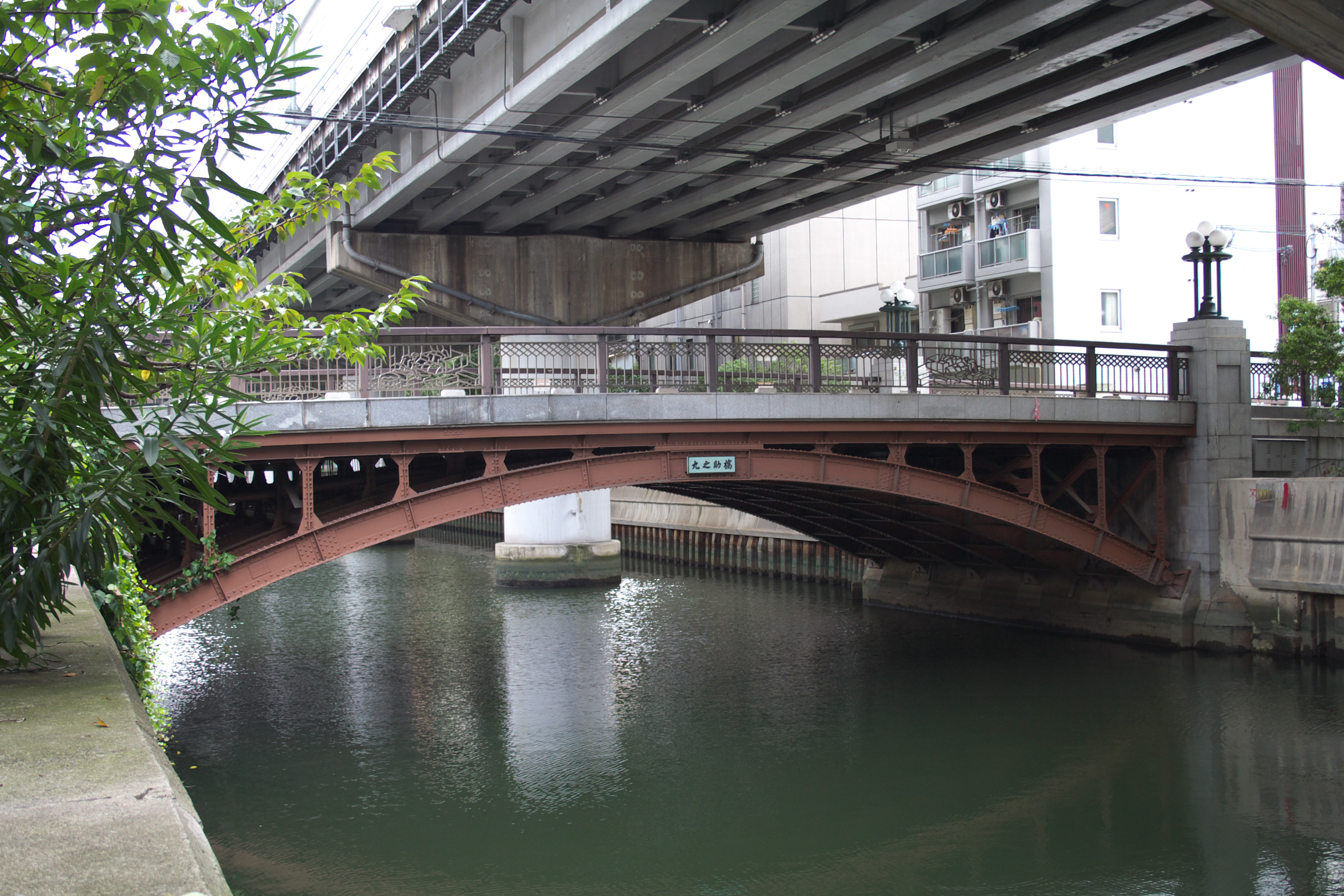
九之助橋

九之助橋（くのすけばし）は、大阪府大阪市中央区松屋町および瓦屋町1丁目と島之内1丁目を結ぶ、東横堀川に架かる大宝寺通の橋である。

## 概要
架けられた時期は正確には判っていないが江戸時代初期の慶安～万治年間（1648年～1660年）の絵図には既に描かれている。
名称の由来は人名と考えられるが、詳細は不明である。西詰から堺筋までの大宝寺通沿いの町名が1872年（明治5年）まで九之助町1丁目・同2丁目だった。さらに、江戸時代初期には鍛冶屋町筋沿いに九之助町筋之内鍛冶屋町（のち関町・鍛冶屋町1丁目・同2丁目に改称）、堺筋沿いに九之助町4丁目（のち南米屋町に改称）、心斎橋筋沿いに九之助丁木挽町（のち木挽町北之丁・同中之丁・同南之丁に改称）という町名もあった。
西詰北側に住友家の銅製錬所があり、付近は金属工業の町であった。
1926年（昭和2年）に3径間鋼製アーチ橋に架けかえられ、1992年（平成4年）に改修が行われた。